# マクデブルクの戦い
マクデブルクの戦い（独: Magdeburgs Opfergang あるいは Magdeburger Hochzeit）は、三十年戦争において1630年11月から1631年5月20日にかけて、カトリックである神聖ローマ帝国軍によって行われた、ルター派（プロテスタント）のハンザ同盟都市マクデブルクの包囲戦及び戦闘終了後の略奪・虐殺。陥落後の残虐行為についてはマクデブルクの惨劇・マクデブルクの劫掠といった表現も用いられる。

## 概要

### 三十年戦争とマクデブルク

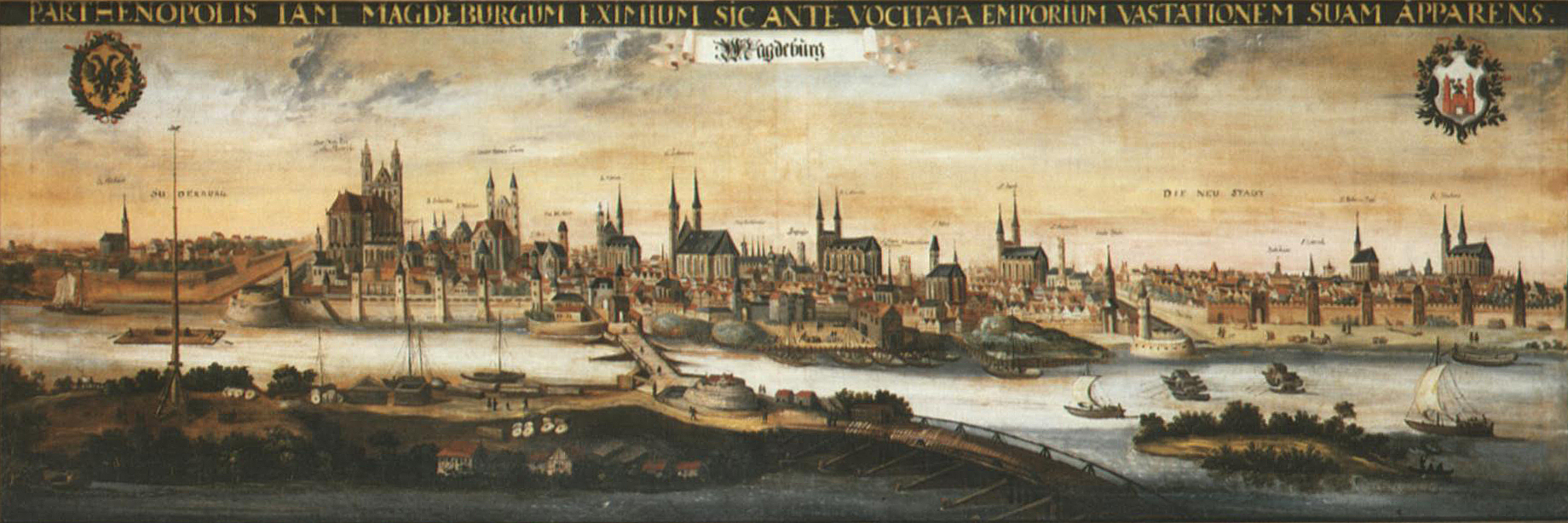
1600年頃のマクデブルク

マクデブルクは、大司教ブランデンブルク公アルブレヒトが贖宥状の販売を積極的に行ったことへの反感もあってプロテスタントの拠点の一つとなっていた。シュマルカルデン戦争ではプロテスタント側の亡命者が集まったせいで庇護排除の扱いを受け、三十年戦争勃発後はカトリック側の迫害を受けたプロテスタント住民が大量に流入していった。
マクデブルクは1623年頃から武装を始めるがあくまでも防衛目的のためであり、一応は中立を保っていた。1625年にはヴァレンシュタイン率いる皇帝軍がマクデブルクに赴くものの、何事もなく平穏無事に去って行った。しかし復旧令によってプロテスタントの教会をカトリック側に返還するのを義務付けられてからは様相が一変する。マクデブルク大聖堂は20年もの長きにわたり封鎖された後1567年にプロテスタント側に引き渡されたが、1552年の状態に戻すという復旧令に沿えば大聖堂を始めとした市内の教会を尽くカトリック側に返還されなければならなくなった。
市議会の方は皇帝側に宥和的な富裕層・プロテスタント側に立つものも積極的に敵対しない中間層が多数を占めていたが、庶民層の多くはプロテスタント側が立って皇帝軍と戦うことを希望し結局は市議会の改選では庶民層の支持を受けた強硬派が主導することとなった。

### 包囲戦と劫掠

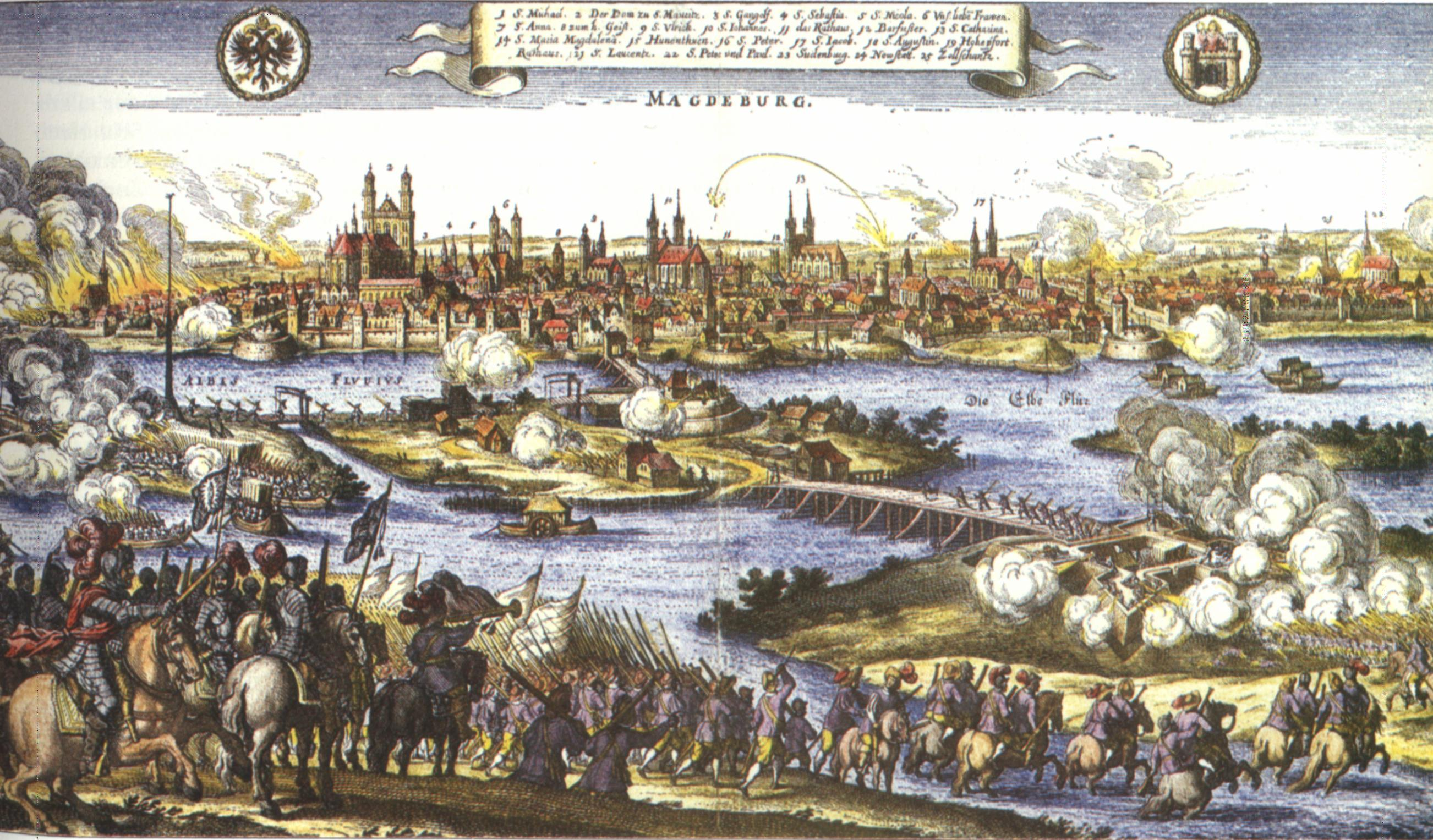
包囲されるマクデブルク

戦闘の端緒はマクデブルクが15万ターラーの戦争税の納付を拒んだことに始まる。1629年夏頃から皇帝軍がマクデブルク近郊に陣地を構えるも、他の戦闘に兵を割かれたりして駐留は断続的なものだった。1630年11月に入りゴットフリート・ハインリヒ・パッペンハイムがマクデブルクの間近に駐屯し、更にティリー伯ヨハン・セルクラエス率いる皇帝軍の一部もここに駐留。グスタフ・アドルフ率いるスウェーデン軍がボヘミア侵攻の構えを見せると、その途上にあるマクデブルクも戦略上の要地と看做される様になった。ティリー伯は1631年4月24日にマクデブルクの開城を市議会とマクデブルクの総司令官であるディードリッヒ・フォン・ファルケンブルグに通知。市議会側はザクセン・ブランデンブルクのハンザ同盟都市を交えた上で交渉したいと返事したが、スウェーデン軍が迫る中では猶予は許されないとの態度でティリー伯は5月4日・5月18日と立て続けに開城を勧告。一方の市議会も抗戦を主張する者が多くスウェーデン軍の支援も期待していたが、フランクフルト侵攻で疲弊したスウェーデン軍にはその余裕が無かった。

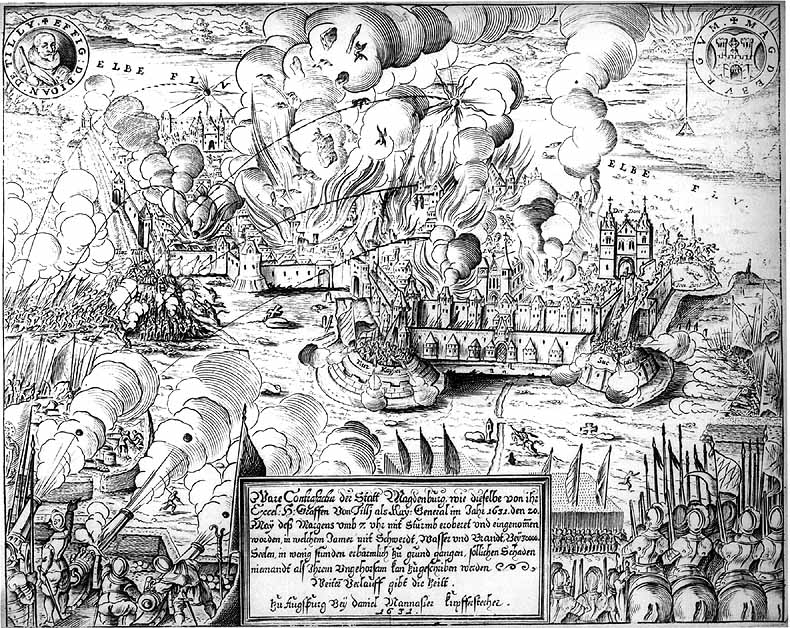
破壊されるマクデブルク

5月20日午前7時に皇帝軍は総攻撃を開始。後に市長としてマクデブルクの復興に携わることとなるオットー・フォン・ゲーリケは、市議会の議場から一時退席し皇帝軍側のクロアチア兵が略奪行為を働いているのを目撃している。午前中には既に火の手が挙がり（ファルケンブルグによる焦土作戦という説もある）全ての家や商店で強奪・強姦の被害を被った。死刑にも処されるほどの禁令にもかかわらず身分や性別・年齢関係無しに多くの人々が虐殺され、ごく一握りの有力者が皇帝軍側にお目溢し料を支払うことで何とか市外に無事脱出出来ただけだった。

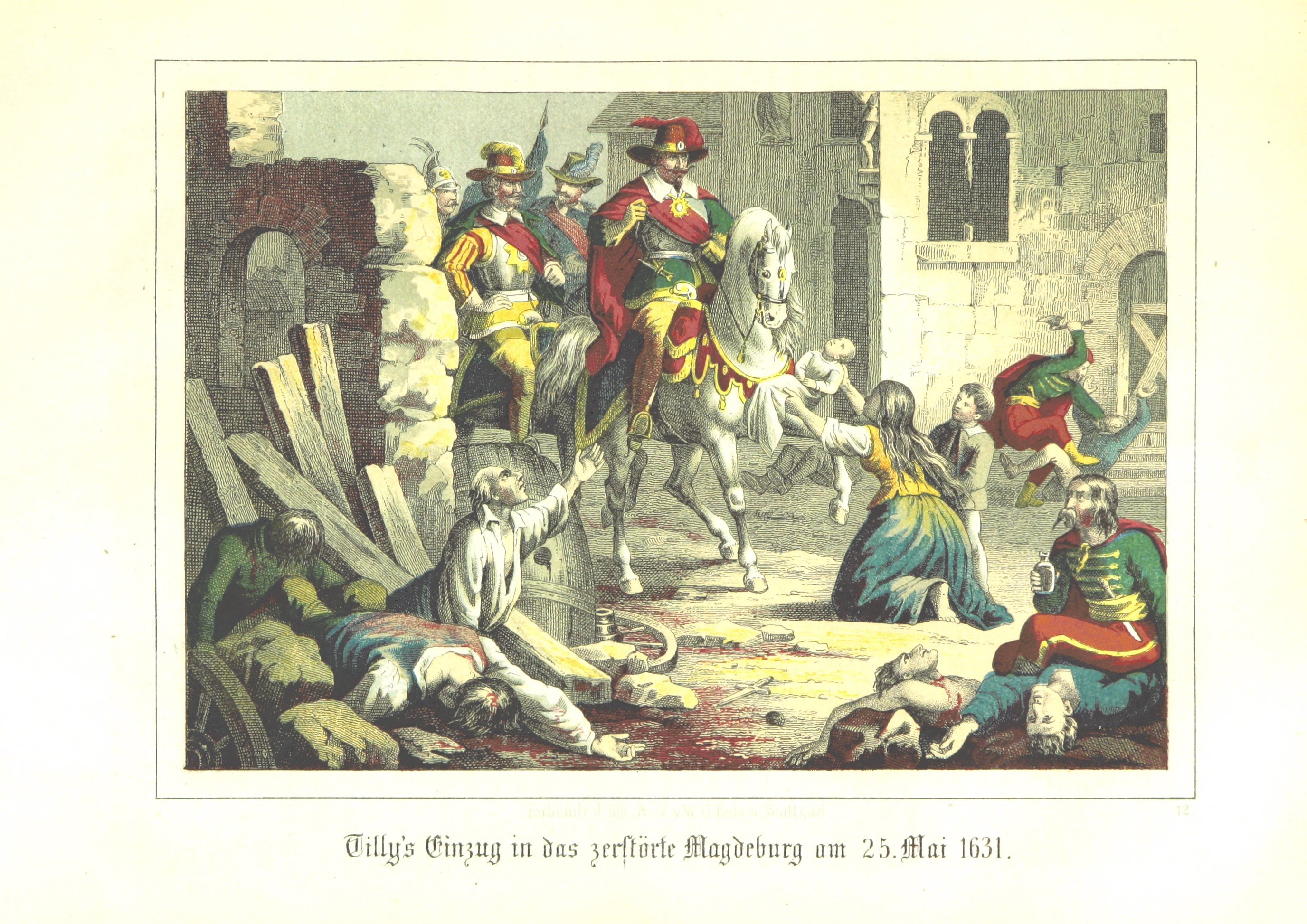
入城するティリーとパッペンタイム

陥落後も傭兵で構成される兵士たちの制御が利かなくなり、5月24日にティリー伯が攻撃終了を命じるまで残虐行為（同市は3日間燃え続けた）が続いた。この結果、3万人いた市民のうち生き残ったものはわずか5千人程となった。その殆どが大聖堂に避難していた女性であり、皇帝軍の兵士達による強姦の対象となった。更にその後14日間にわたり、伝染病を防ぐため死体がエルベ川のほとりまで運ばれて火葬された。

## 余波
この事件はプロテスタント陣営に大きな衝撃を与えた。それまで北ドイツのプロテスタント諸侯はグスタフ・アドルフ率いるスウェーデン軍に対しては傍観を決め込み協力に消極的であったが、皇帝軍に対してあまり敵対的でなかったマクデブルクが徹底的に破壊・虐殺されたことを知って態度を一変。こぞってスウェーデン軍への協力を進めた。無論プロテスタントのみならずカトリックからも激しいプロパガンダ合戦が行われたが、事件の性格上、プロテスタント側のプロパガンダが説得力を持った。
その後、プロテスタントが命乞いをするカトリック教徒の捕虜を殺害するに際して「マクデブルクの正義」または「マクデブルクの命乞い」という言葉が使われた。
壊滅的な打撃を受けたマクデブルクでは、ヴェストファーレン条約発効の時点で人口が450人しかいなかった。